# Герб Сальска
Герб муниципального образования город Сальск — главный символ города Сальска Ростовской области Российской Федерации.
Утверждён Решением Собрания депутатов Сальского городского поселения от 19 октября 2020 года № 305. Зарегистрирован в Государственном геральдическом регистре РФ под № 13256 19 октября 2020.

## Описание и обоснование символики
Геральдическое описание (блазон) гласит:
В зелёном поле червлёный столб, обременённый в главе золотым цветком подсолнуха, посредине которого положено серебряное крылатое колесо, поверх всего и внизу двумя золотыми молотками и сопровождаемый по сторонам двумя связками золотых колосьев, перевязанных золотом. Герб может воспроизводиться как с короной, приличествующей муниципальному образованию городское поселение, являющееся центром муниципального района, так и без нее..
- червлень (красный цвет) — указывает на героическое прошлое города и его жителей. Символ мужества, силы, трудолюбия и красоты. За годы войны было призвано на фронт 16750 сальчан, из которых 7584 не вернулись с полей сражений;
- изумруд (зелёный) цвет — стремление к новому, символ обновления жизни;
- золото (жёлтый цвет) в геральдике — символ богатства, развитое сельское хозяйство;
- серебро (белый цвет) в геральдике — символ чистоты, искренности, совершенства, мира.
Герб создан по мотивам герба города Сальска и Сальского района, принятого решением городской Думы города Сальска и Сальского района от 6 марта 2002 года № 158 и зарегистрированного в Государственном геральдическом регистре под номером № 1129 от 6 марта 2002 года. В соответствии со ст. 9 «Официальные символы муниципальных образований» Федерального закона от 06 октября 2003 года № 131-ФЗ "Об общих принципах организации местного самоуправления в Российской Федерации" и, так как герб с прежней регистрацией остался за муниципальным образованием «Сальский район» Ростовской области — данный герб регистрируется как герб муниципального образования «Сальское городское поселение» Сальского района Ростовской области.

## История

### Советское время
Первый герб города Сальска был утверждён Решением Сальского исполкома городского Совета от 9 июня 1970 года№ 198.
Авторы первого герба города Сальска: Владимир Глухов, Виктор Гаевой, Валентина Дьяченко, Виктор Кисляченко.

Герб представляет собой щит, пересечённый по горизонтали на 2 поля: зелёное внизу и красное вверху с жёлтой окантовкой. Нижнее, зелёное поле, олицетворяет ниву, её изобилие. Верхнее, красное, символизирует ратную доблесть сальчан. На нём в круге, делящемся на 2 половины, золотые колосья и часть шестерни чёрного цвета. Они означают тесную производственную связь тружеников города и сельской округи. В центре герба — будёновка серого цвета и обнажённая сабля. Они свидетельствуют о героических битвах Первой Конной армии, рожденной в Сальских степях.

Советский герб 1970 просуществовал до 2002 г.

### Новое время
Второй герб города Сальска был принят решением городской Думы города Сальска и Сальского района от 6 марта 2002 года № 158 и зарегистрированный в Государственном геральдическом регистре под номером № 1129 от 6 марта 2002 года.
Геральдическое описание герба города:
В зелёном щите изображены наложенные на лазуревый столб железнодорожная эмблема в дубовом венке и два скрещённых молота, столб сопровождают перевязанные красной лентой колоски.
Новый герб 2002 года просуществовал до принятия современного герба в 2020 г.